# Cattleya velutina
Cattleya velutina är en orkidéart som beskrevs av Heinrich Gustav Reichenbach. Cattleya velutina ingår i släktet Cattleya och familjen orkidéer. Inga underarter finns listade i Catalogue of Life.

## Bildgalleri

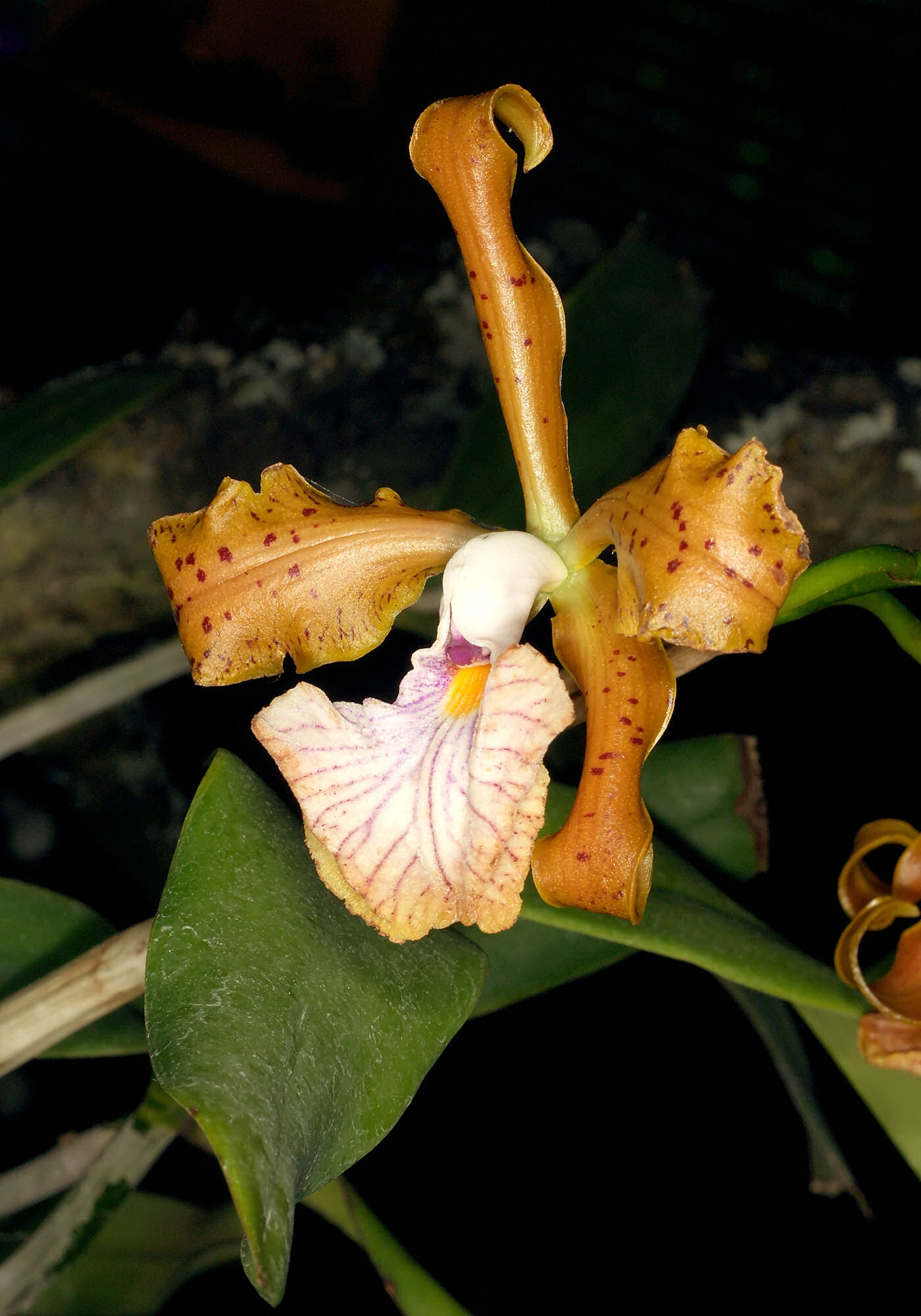
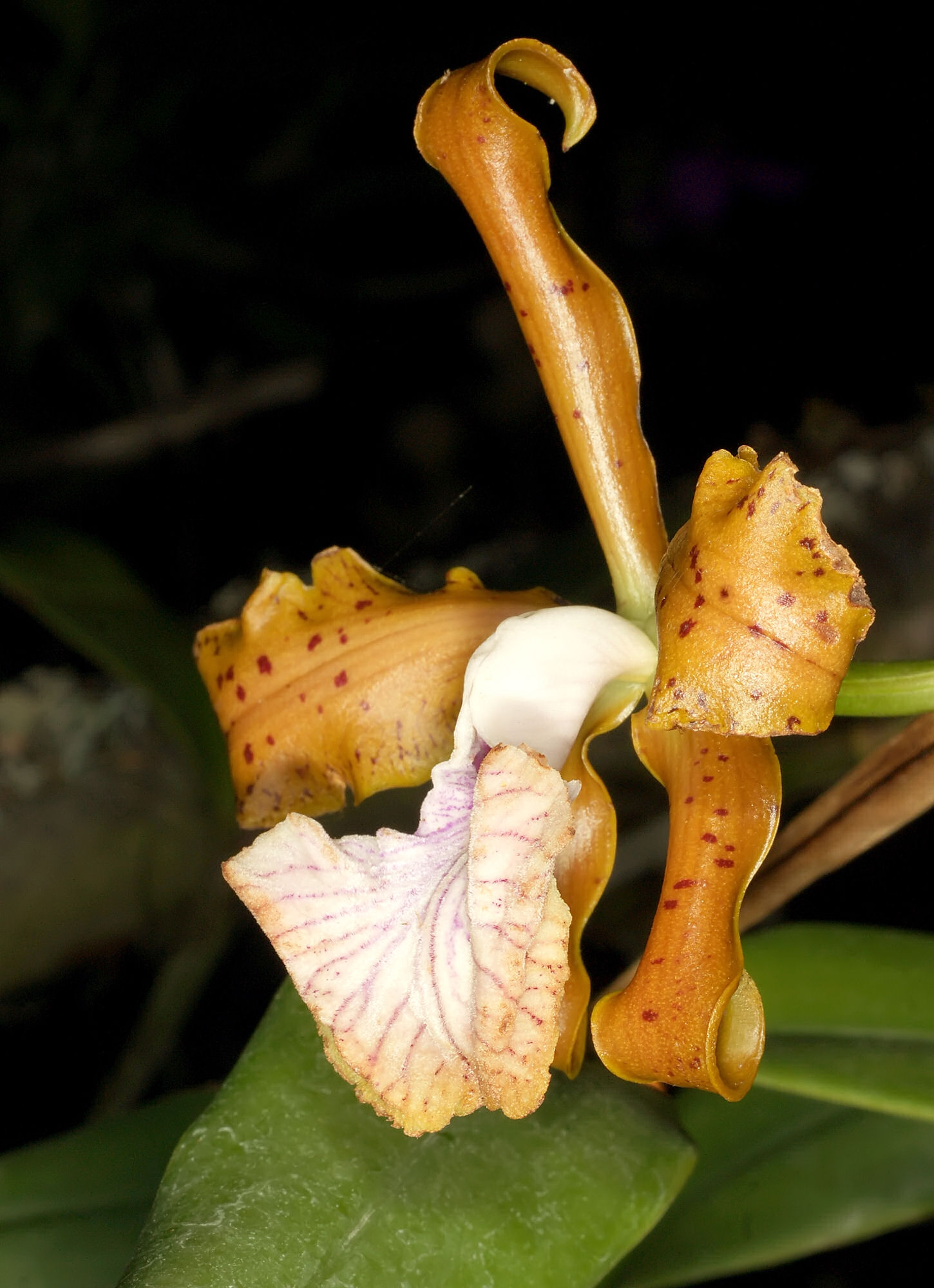